# Trinitárius rend

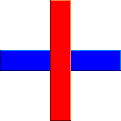
A rend címerét, a vörös és kék keresztet a látomásában megjelent személy ruháján látta a rendalapító

A trinitárius rend (latinul: Ordo Sanctissimae Trinitatis et captivorum) a 12. század végén három fogadalomra alapított katolikus szerzetesrend. A szó a Szentháromságról elnevezettet jelent. Köznapi nevén fogolykiváltó szerzetesrend.

## Története
Mathai Szent Jánosnak, ahogy 1183. vagy 1194. december 28-án az első szentmiséjét tartotta Párizsban, látomása volt, amelyben a trónon ülő Krisztus egy fekete és egy fehér bőrű foglyot bízott rá. Ennek hatására remeteséget vállalva elutazott a Párizstól északkeletre lévő Cerfroid-ba, ahol remetékkel élt együtt, de itt találkozott Valois Félixszel is. Velük alapította meg a szerzetesrendet.
Történetesen ifjúkori ismeretségben állt a már megválasztott III. Ince pápával, aki 1198. december 17-én elfogadta az addigra elkészült szerzetesrendi szabályzatot. Ennek három lényeges eleme van:
1. a Szentháromság különleges tisztelete;
2. a szerzetesi rend szigorú betartása;
3. a pogány fogságban raboskodó keresztények kiváltása akár a szerzetes élete feláldozásával.

1201-ben a keresztes hadjáratok helyszínére küldtek két redemptort, akik nagy sikerrel végezték munkájukat: 186 foglyot tudtak kiváltani. Evangéliumi helyekre, Krisztus tanácsára hivatkozva, miszerint ne vigyenek magukkal se botot, se sarut, így tanúsítsák szegénységüket és alázatosságukat, a 16. század szerzetesrendi reformjainak eredményeként 1599-ben Spanyolországban megalapították a sarutlan trinitáriusok ágát.

## Működése
A befolyt összegeket igyekeztek elharmadolni. Egyharmadot a fogolykiváltásra, két részt a szerzetes közösség fenntartására és helyiek segítségére fordítottak. A rendtartomány élén a commissarius generalis állt, akit hatévenként választottak meg. A konventet a miniszter vezette és tizenkét páterből állították fel.

## Életmódjuk
Szívesen telepedtek le halban bővelkedő településeken, mert étrendjük fő eleme a hal volt a hússal szemben. A városokban igyekeztek félreeső, inkább szegényes környéken megtelepedni. Éjjel három órakor keltek, imával és szent iratok olvasásával kezdték a napot. A szerzetesek fehér ruhát kaptak, lóra nem ülhettek, inkább szamarat használtak. Ezért Franciaországban szamaras testvéreknek nevezték őket. A spanyol ág saru nélkül járt.

## Magyarországon
1602-ben néhány francia szerzetes redemptiót (kiváltást) vezetett Esztergomban. Magyarországon 1695-ben kezdte meg hivatalos működését a rend, 1783-ban II. József magyar király rendeletben oszlatta fel őket, és vagyonukat nem szakrális célra rendelte. Főként I. Lipót és a Zichy család pártfogolta, támogatta a trinitáriusokat.

#### Magyar alapítású templomok
- Pozsony
- Makkosmária (Budakeszi)
- Kiscell (Óbuda)[4]
- Eger[5]